# Dolichopoda graeca
Dolichopoda graeca är en insektsart som beskrevs av Lucien Chopard 1964. Dolichopoda graeca ingår i släktet Dolichopoda och familjen grottvårtbitare. Inga underarter finns listade i Catalogue of Life.